# Distretto di Johor Bahru
Il distretto di Johor Bahru è un distretto della Malaysia, fa parte dello stato dello Johor e il suo capoluogo è la città di Johor Bahru.
All’interno del suo distretto sorge la città di Forest City, un moderno insediamento abitativo sorto a partire dal 2006.